# Les Avellanes i Santa Linya
Les Avellanes i Santa Linya – gmina w Hiszpanii, w prowincji Lleida, w Katalonii, o powierzchni 103,93 km². W 2011 roku gmina liczyła 458 mieszkańców.